# Ariza Makukula
Ariza Makukula (Kinshasa, 4 marzo 1981) è un ex calciatore portoghese, di ruolo attaccante.
Ha madre portoghese e padre originario della Repubblica Democratica del Congo e anch'egli calciatore, Kuyangana Makukula. Ha inoltre tre cugini dello stesso mestiere, ovvero i fratelli Nando Lupeta e Jucie Lupeta e Arnold Nkufo Issoko.

## Carriera

### Club
Cresciuto nelle giovanili del Vitória Guimarães, ha esordito nel calcio professionistico nel 2000, vestendo la divisa del Salamanca. Dopo una breve parentesi al Leganés e il ritorno al Salamanca, nel 2002 passa al Nantes, squadra della Ligue 1 francese. Dopo solo un anno torna in Spagna, in prestito al Real Valladolid, mentre nel 2004 viene acquistato dal Siviglia.
Al primo anno con il club andaluso totalizza 13 gare e una rete in campionato, da sommare a 3 presenze e una rete in Coppa UEFA. Pur non giocando alcuna partita, nella stagione 2005-2006 vince la Coppa UEFA con il Siviglia. A campionato concluso riparte in prestito, questa volta al Gimnàstic, mentre dal gennaio 2007 è, sempre in prestito, al Marítimo. Con il Marítimo mette a referto 10 reti in 13 gare, guadagnandosi in breve la prima convocazione in Nazionale e, a gennaio 2008, il trasferimento al Benfica.
Nel gennaio 2009, dopo sole 3 reti in 18 partite, viene ceduto in prestito fino al termine della stagione al Bolton Wanderers, squadra della FA Premier League inglese. Ha debuttato il giorno seguente all'ufficializzazione del prestito, giocando contro il Manchester United.
Il 10 agosto 2009 passa in prestito al Kayserispor, firmando un contratto triennale.
Il 2 settembre 2010 passa al Manisaspor a titolo definitivo per due milioni di euro.

### Nazionale
Ha fatto parte della nazionale del Portogallo Under-21, con cui ha giocato il Campionato europeo di categoria 2002. Inizialmente aveva deciso di rappresentare la sua nazione d'origine, la Repubblica Democratica del Congo, ma una norma della FIFA glielo impedì.
Il 17 ottobre 2007 ha ricevuto la prima convocazione nella Nazionale maggiore, per la partita contro il Kazakistan, in cui è subentrato all'infortunato Nuno Gomes. Nello stesso incontro ha realizzato il gol decisivo nei minuti finali di gioco.

## Statistiche

### Cronologia presenze e reti in nazionale
| Cronologia completa delle presenze e delle reti in nazionale ― Portogallo | Cronologia completa delle presenze e delle reti in nazionale ― Portogallo | Cronologia completa delle presenze e delle reti in nazionale ― Portogallo | Cronologia completa delle presenze e delle reti in nazionale ― Portogallo | Cronologia completa delle presenze e delle reti in nazionale ― Portogallo | Cronologia completa delle presenze e delle reti in nazionale ― Portogallo | Cronologia completa delle presenze e delle reti in nazionale ― Portogallo | Cronologia completa delle presenze e delle reti in nazionale ― Portogallo |
| Data                                                                      | Città                                                                     | In casa                                                                   | Risultato                                                                 | Ospiti                                                                    | Competizione                                                              | Reti                                                                      | Note                                                                      |
| ------------------------------------------------------------------------- | ------------------------------------------------------------------------- | ------------------------------------------------------------------------- | ------------------------------------------------------------------------- | ------------------------------------------------------------------------- | ------------------------------------------------------------------------- | ------------------------------------------------------------------------- | ------------------------------------------------------------------------- |
| 17-10-2007                                                                | Almaty                                                                    | Kazakistan                                                                | 1 – 2                                                                     | Portogallo                                                                | Qual. Euro 2008                                                           | 1                                                                         | 63’                                                                       |
| 17-11-2007                                                                | Leiria                                                                    | Portogallo                                                                | 1 – 0                                                                     | Armenia                                                                   | Qual. Euro 2008                                                           | -                                                                         | 68’                                                                       |
| 21-11-2007                                                                | Porto                                                                     | Portogallo                                                                | 0 – 0                                                                     | Finlandia                                                                 | Qual. Euro 2008                                                           | -                                                                         | 77’ 90+1’                                                                 |
| 6-2-2008                                                                  | Zurigo                                                                    | Italia                                                                    | 3 – 1                                                                     | Portogallo                                                                | Amichevole                                                                | -                                                                         | 57’                                                                       |
| Totale                                                                    |                                                                           | Presenze                                                                  | 4                                                                         |                                                                           | Reti                                                                      | 1                                                                         |                                                                           |

## Palmarès

### Club

#### Competizioni nazionali
- Coppa UEFA: 1

Siviglia: 2005-2006

### Individuale
- Capocannoniere del campionato turco: 1

2009-2010